# Steinwiesen

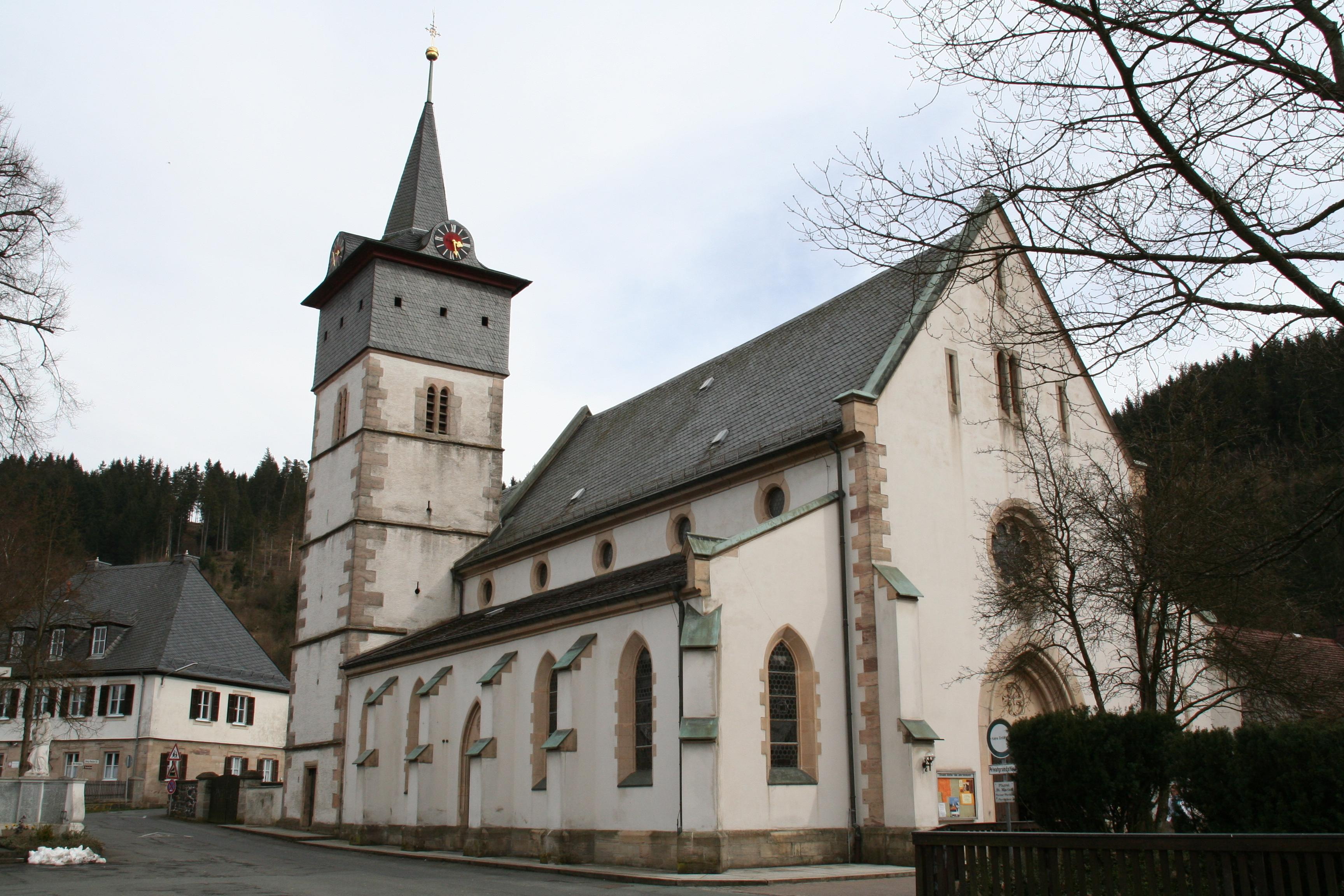
Katholische Pfarrkirche Mariä Geburt, Haupteingang

Steinwiesen ist ein Markt im oberfränkischen Landkreis Kronach in Bayern. Sie ist die größte Gemeinde der Region Oberes Rodachtal.

## Geografie

### Geografische Lage
Die Gemeinde Steinwiesen gehört zum Naturpark Frankenwald und liegt im Tal der Rodach. Südlich von Steinwiesen mündet die Wilde Rodach in die Rodach. Durch den Ort verläuft der Fränkische Marienweg.

### Gemeindegliederung
Es gibt 21 Gemeindeteile (in Klammern ist der Siedlungstyp angegeben):
- Berglesdorf (Dorf)
- Birnbaum (Pfarrdorf)
- Eisenhammer (Weiler)
- Erlabrück (Einöde)
- Hubertushöhe (Einöde)
- Klingersmühle (Einöde)
- Kochsmühle (Einöde)
- Kübelberg (Einöde)
- Leitsch (Weiler)
- Leitschenstein (Einöde)
- Löfflersmühle (Einöde)
- Neufang (Pfarrdorf)
- Nurn (Pfarrdorf)
- Remitzhof (Weiler)
- Rieblich (Weiler)
- Schlegelshaid (Dorf)
- Schnabrichsmühle (Einöde)
- Schwarzmühle (Einöde)
- Steinwiesen (Hauptort)
- Teichmühle (Einöde)
- Tempenberg (Weiler)

Außerdem gibt es 2 ehemalige Gemeindeteile, die mittlerweile Teil von anderen Gemeindeteilen sind, und 10 wüst gegangene Gemeindeteile, die sich auf dem heutigen Gemeindegebiet von Steinwiesen befinden:
Wüstungen:
- Angermühle
- Baiershof
- Ehrenbachsschneidmühle
- Fischersmühle
- Langenau
- Leitenberg
- Lumpera
- Obere Leitschschneidmühle
- Obere Mühle
- Untere Leitschschneidmühle

Sonstige Wohnplätze:
- Mittlere Mühle
- Teichenbach

Es gibt auf dem Gemeindegebiet die Gemarkungen Birnbaum, Neufang, Nurn und Steinwiesen. Die Gemarkung Steinwiesen hat eine Fläche von 23,426 km². Sie ist in 3915 Flurstücke aufgeteilt, die eine durchschnittliche Fläche von 5984 m² haben. In ihr liegen neben dem namensgebenden Ort die Gemeindeteile Eisenhammer, Erlabrück, Klingersmühle, Kochsmühle, Leitschenstein, Löfflersmühle, Remitzhof, Rieblich, Schlegelshaid, Schnabrichsmühle, Schwarzmühle, Teichmühle und Tempenberg.

## Schutzgebiete
Zur Gemeinde gehören die Naturwald Rodachhänge sowie das Naturschutzgebiet Steinwiesen.

## Geschichte

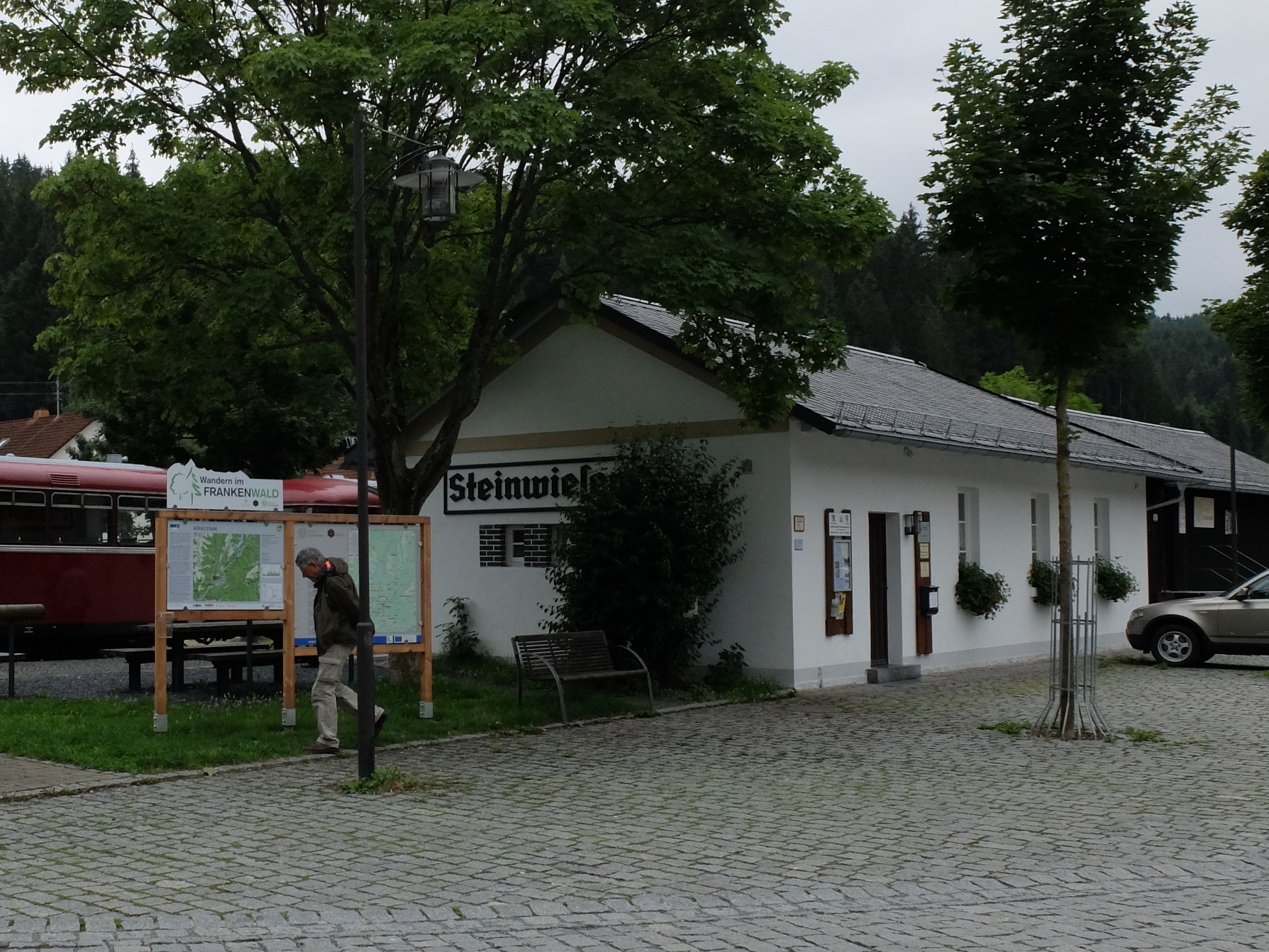
Bahnhof Steinwiesen

Der Ort wurde um 1000 gegründet. Im Urbar A des Hochstifts Bamberg, das zwischen 1323 und 1328 als Verzeichnis der Besitzungen und Zinsen entstanden war, wurde es als „Steinnigenwiesen“ mit 9,5 Lehen und einer Mühle, erstmals erwähnt.:S. 4 Der Ortsname leitet sich von einem Flurnamen ab, der eine steinige Wiese bezeichnete. Im Jahr 1348 folgte erstmals im Urbar B die Nennung „Steinwisen“. 1386 wurde Steinwiesen als erster Flößerort im Frankenwald urkundlich genannt. Die älteste Urkunde im Besitz der Gemeinde stammt aus dem Jahr 1419, ein Lehensbrief des Bischofs Albrecht von Wertheim für Cuntz Weydhawser über den Zehnt zu Steinwiesen. Das Kronacher Kastenamts-Urbar von 1507 verzeichnete 45 Häuser und 7 Schneidmühlen. Dies waren die untere Schneidmühle am Silberberg, bei dem Hader, die Schöpfenmühl, die obere Mahlmühle, die beim Steingründlein, die beim Hirtensteg und die bei der Wolfsgrube.:S. 58 Dorfherren war das Hochstift, Heinz von Redwitz, der fünf Güter besaß, und der Marschall von Ebneth mit zwei Anwesen.:S. 12 Zwischen 1653 und 1674 wurde der Ort fünfmal von der Pest heimgesucht. Am 24. April 1743 erhielt Steinwiesen die Marktkonzession von Bischof Friedrich Karl von Schönborn-Buchheim verliehen.:S. 83
Am 9. Mai 1759 fanden im Verlauf des  Siebenjährigen Kriegs zwischen preußischen Einheiten unter Generalmajor Karl Gottfried von Knobloch und Truppen der kaiserlichen Armee unter Generalfeldwachtmeister Joseph Heinrich Freiherr von Ried bei Steinwiesen Gefechte statt. Aufgrund der preußischen Übermacht zogen sich die kaiserlichen Truppen nach Geuser zurück. In der Folge wurde Steinwiesen ausgeplündert und dreimal gebrandschatzt. Drei männliche Einwohner wurden erschossen. Die Schäden wurden mit 4966 Gulden angegeben.:S. 49
Gegen Ende des 18. Jahrhunderts gab es in Steinwiesen 147 Anwesen. Das Hochgericht übte das bambergische Centamt Kronach aus. Die Dorf- und Gemeindeherrschaft hatte das Vogteiamt Kronach inne. Grundherren waren
- das Kastenamt Kronach (3 Höfe, 2 halbe Höfe, 7 Güter, 17 halbe Güter, 96 Sölden, 4 Häuser, 3 unbewohnte Hofreiten, 3 Mahlmühlen, 7 Schneidmühlen),
- das Gotteshaus Steinwiesen (5 Sölden, 2 halbe Häuser, 1 Badstube).

Außerdem gab es ein Forsthaus, eine Pfarrkirche, einen Pfarrhof, ein Schulhaus, ein Gemeindehirtenhaus und ein Gemeindebräuhaus.
Mit dem Reichsdeputationshauptschluss von 1803 kam der Ort zu Bayern. Mit dem Gemeindeedikt wurde 1808 der Steuerdistrikt Steinwiesen gebildet, zu dem Angermühle, Baiershof, Ehrenbachsschneidmühle, Eisenhammer, Klingersmühle, Leitenberg, Mittlere Mühle, Nurn, Obere Mühle, Remitzhof, Schlegelshaid, Schnabrichsmühle, Schwarzmühle, Teichenbach, Teichmühle und Tempenberg gehörten. 1818 entstand die Ruralgemeinde Steinwiesen, die deckungsgleich mit dem Steuerdistrikt war mit Ausnahme von Nurn, das mit Ehrenbachsschneidmühle und Teichenbach eine eigene Ruralgemeinde bildete. Die Ruralgemeinde Steinwiesen war in Verwaltung und Gerichtsbarkeit dem Landgericht Kronach zugeordnet und in der Finanzverwaltung dem Rentamt Kronach (1919 in Finanzamt Kronach umbenannt). In der ersten Hälfte des 19. Jahrhunderts wurden auf dem Gemeindegebiet Kochsmühle, Langenau, Leitschenstein, Löfflersmühle und Rieblich gegründet. Ab 1862 gehörte Steinwiesen zum Bezirksamt Kronach (1939 in Landkreis Kronach umbenannt). Die Gerichtsbarkeit blieb beim Landgericht Kronach (1879 in Amtsgericht Kronach umbenannt). Die Gemeinde hatte ursprünglich eine Fläche von 13,600 km²., die sich vor 1928 auf 13,421 km² verringerte. In der ersten Hälfte des 20. Jahrhunderts wurde auf dem Gemeindegebiet Erlabrück gegründet.
Am 11. August 1939 wurde der Gemeinde das Recht verliehen, die Bezeichnung Marktgemeinde zu führen.:S. VI
Eine Pfarrschule bestand in Steinwiesen im Jahr 1600. Der Schulmeister verrichtete unter anderem auch den Organistendienst in der Stadtkirche. 1709 wurde ein neues Schulhaus gebaut. 1819 richtete die Gemeinde eine zweite Schulstelle ein und 1822 folgte ein zweigeschossiger Ersatzneubau in der Nähe der Kirche. Die beiden Schulräume befanden sich im Obergeschoss. Im Erdgeschoss war eine Lehrerwohnung vorhanden.:S. 35 Am 1. Oktober 1857 wurde eine Mädchenschule eröffnet. Zwei Schwestern aus München der Ordensgemeinschaft Arme Schulschwestern von Unserer Lieben Frau unterrichteten die Werktags- und Sonntagsschülerinnen. 1866 wurde ein zentraler gelegenes Schulhaus erworben und bezogen. Platzmangel führte 1906 zum Bau eines neuen Mädchenschulhauses, das 33.602 Mark kostete. Der Bamberger Erzbischof Friedrich Philipp von Abert weihte das Gebäude am 22. Juni 1907 ein.:S. 38 Für die Jungs wurde 1908 am früheren Mädchenschulhaus ein Anbau mit zwei zusätzlichen Schulräumen errichtet.:S. 39 Am 7. Oktober 1965 weihte die Gemeinde eine neue, neunklassige Volksschule ein. Die Baukosten betrugen 1,4 Millionen Deutsche Mark. Zwei Jahre später folgte für 560.000 DM eine Turn- und Kulturhalle als Anbau.:S. 167
1923 entstand auf dem Kirchplatz ein Kriegerdenkmal mit einer Kreuzigungsgruppe, einem Werk des Bamberger Bildhauers Johann Speth.:S. 37 Am 25. Oktober 1953 wurde das renovierte Kriegerdenkmal neu eingeweiht. Mit Schlegelshaid hatte Steinwiesen im Ersten Weltkrieg 57 Gefallene und im Zweiten Weltkrieg 105 Gefallene und 27 Vermisste.:S. 368 1968 nahm die Gemeinde ein neues Rathaus im früheren Mädchenschulhaus in Betrieb. 1973 wurden über 60.000 Übernachtungen gezählt. 1975 wurde das Hallenbad und 1976 das Freibad eingeweiht.:S. 170 Nach der Fertigstellung der Kanalisation ging 1978 eine vollbiologische Kläranlage in Betrieb.

### Eingemeindungen
Am 1. Mai 1978 wurden im Zuge der Gebietsreform in Bayern die Gemeinden Birnbaum und Nurn sowie Neufang ohne den Ort Schäferei eingegliedert.

### Einwohnerentwicklung
Im Zeitraum von 1988 bis 2018 sank die Einwohnerzahl von 4009 auf 3443 um 566 bzw. um 14,1 %. Am 31. Dezember 1995 hatte Steinwiesen 4154 Einwohner.
Gemeinde Steinwiesen
| Jahr | Einwohner | Häuser | Quelle |
| ---- | --------- | ------ | ------ |
| 1840 | 1472      |        | [ 16 ] |
| 1852 | 1612      |        | [ 16 ] |
| 1855 | 1606      |        | [ 16 ] |
| 1861 | 1613      |        | [ 17 ] |
| 1867 | 1634      |        | [ 18 ] |
| 1871 | 1722      | 248    | [ 19 ] |
| 1875 | 1584      |        | [ 20 ] |
| 1880 | 1558      |        | [ 21 ] |
| 1885 | 1539      | 289    | [ 13 ] |
| 1890 | 1466      | 243    | [ 22 ] |
| 1895 | 1412      |        | [ 16 ] |
| 1900 | 1397      | 277    | [ 23 ] |
| 1905 | 1508      |        | [ 16 ] |
| 1910 | 1659      |        | [ 24 ] |

| Jahr | Einwohner | Häuser | Quelle |
| ---- | --------- | ------ | ------ |
| 1919 | 1657      |        | [ 16 ] |
| 1925 | 1800      | 312    | [ 14 ] |
| 1933 | 1906      |        | [ 16 ] |
| 1939 | 2038      |        | [ 16 ] |
| 1946 | 2504      |        | [ 16 ] |
| 1950 | 2628      | 368    | [ 25 ] |
| 1952 | 2562      |        | [ 16 ] |
| 1961 | 2398      | 440    | [ 26 ] |
| 1970 | 2553      |        | [ 27 ] |
| 1987 | 4000      | 1026   | [ 28 ] |
| 2008 | 3678      |        | [ 29 ] |
| 2015 | 3510      | 1126   | [ 30 ] |
| 2018 | 3443      | 1126   | [ 30 ] |

Ort Steinwiesen
| Jahr      | 001818 | 001861 | 001871 | 001885 | 001900 | 001925 | 001950 | 001961 | 001970 | 001987 | 002020 |
| Einwohner | 928    | 1429   | 1511   | 1345   | 1237   | 1536   | 2353   | 2182   | 2333   | 2065   | 1815 * |
| Häuser    | 148    |        |        | 255    | 244    | 271    | 322    | 395    |        | 568    |        |
| Quelle    | [ 12 ] | [ 17 ] | [ 19 ] | [ 13 ] | [ 23 ] | [ 14 ] | [ 25 ] | [ 26 ] | [ 27 ] | [ 28 ] | [ 31 ] |

## Politik

### Bürgermeister
Bürgermeister ist Gerhard Wunder (CSU).

### Gemeinderat
Die Gemeinderatswahlen seit 2014 ergaben folgende Stimmenanteile und Sitzverteilungen:
| Partei/Liste    | 2020    | 2020    | 2014  |
| Partei/Liste    | %       | Sitze   | Sitze |
| --------------- | ------- | ------- | ----- |
| CSU             | 69,19   | 11      | 12    |
| SPD             | 30,81   | 5       | 4     |
| Wahlbeteiligung | 71,95 % | 71,95 % |       |

### Wappen und Flagge
Wappen
| Wappen von Steinwiesen | Blasonierung: „Gespalten und vorne geteilt von Grün und Silber; oben ein silberner Steinblock, unten ein roter Schrägwellenbalken; hinten in Gold ein mit einer silbernen Schrägleiste überdeckter, rot bewehrter schwarzer Löwe.“ |
| Wappen von Steinwiesen | Wappenbegründung: 1937 hatte der Reichsstatthalter in Bayern Franz von Epp der Gemeinde das Recht verliehen, ein eigenes Wappen zu führen.:S. VI Bei der Wappenverleihung wählte man einen für den Ortsnamen redenden Stein in grünem Feld. Der Schrägwellenbalken weist auf die Rodach, die durch das Gemeindegebiet fließt, und auf die Flößerei, die für die Bevölkerung einen wichtigen Erwerbszweig darstellte. Der Bamberger Löwe in der hinteren Schildhälfte erinnert an die einstige Zugehörigkeit der Gemeinde zum Hochstift Bamberg. |

Flagge
Die Gemeindeflagge ist rot-weiß-grün.

## Kultur und Sehenswürdigkeiten

### Bauwerke
Aus technischer Sicht und als Naherholungsgebiet interessant ist die im Gebiet der Marktgemeinde liegende Ködeltalsperre.

### Katholische Pfarrkirche Mariä Geburt
Ein Pfarrer der katholischen Pfarrkirche Mariä Geburt ist für das Jahr 1421 belegt. 1475/76 wurde eine Kirche gebaut. Aus der Zeit stammen Turm, Stirnwand und Ostteile der Hochwände des Mittelschiffes. Eine Erweiterung, vermutlich nach Westen, folgte 1705 und 1896 bis 1898 ein großer Umbau. Dabei wurden der neugotisch gewölbte, eingezogene Chor mit Fünfachtelschluss neu errichtet und die Seitenschiffe des dreischiffigen Langhauses angefügt. Am 22. Juni 1898 wurde die Pfarrkirche vom Bamberger Erzbischof Joseph von Schork neu konsekriert. Markant ist der am Chorbogen aufgehängte Gnadenstuhl, eine Schnitzarbeit des Tiroler Künstlers Franz Schmalzl aus den 1920er Jahren. Der Hochaltar beherbergt in der Mitte ganz oben das Gnadenbild, eine Marienfigur aus dem 14. Jahrhundert.

### Evangelisch-lutherische St. Johanniskirche
Das Grundstück war nach dem Ersten Weltkrieg durch einen Kirchenbauverein erworben worden. Planungen für einen Kirchenbau gab es ab 1947. Die überwiegend aus Holz gebaute Johanniskirche wurde 1951 eingeweiht. Ende der 1960er und Ende der 1980er Jahre erfolgten Umbauten und Sanierungen. Im Dachreiter hängt eine Bronzeglocke mit 1677 als Gussjahr.

### Baudenkmäler

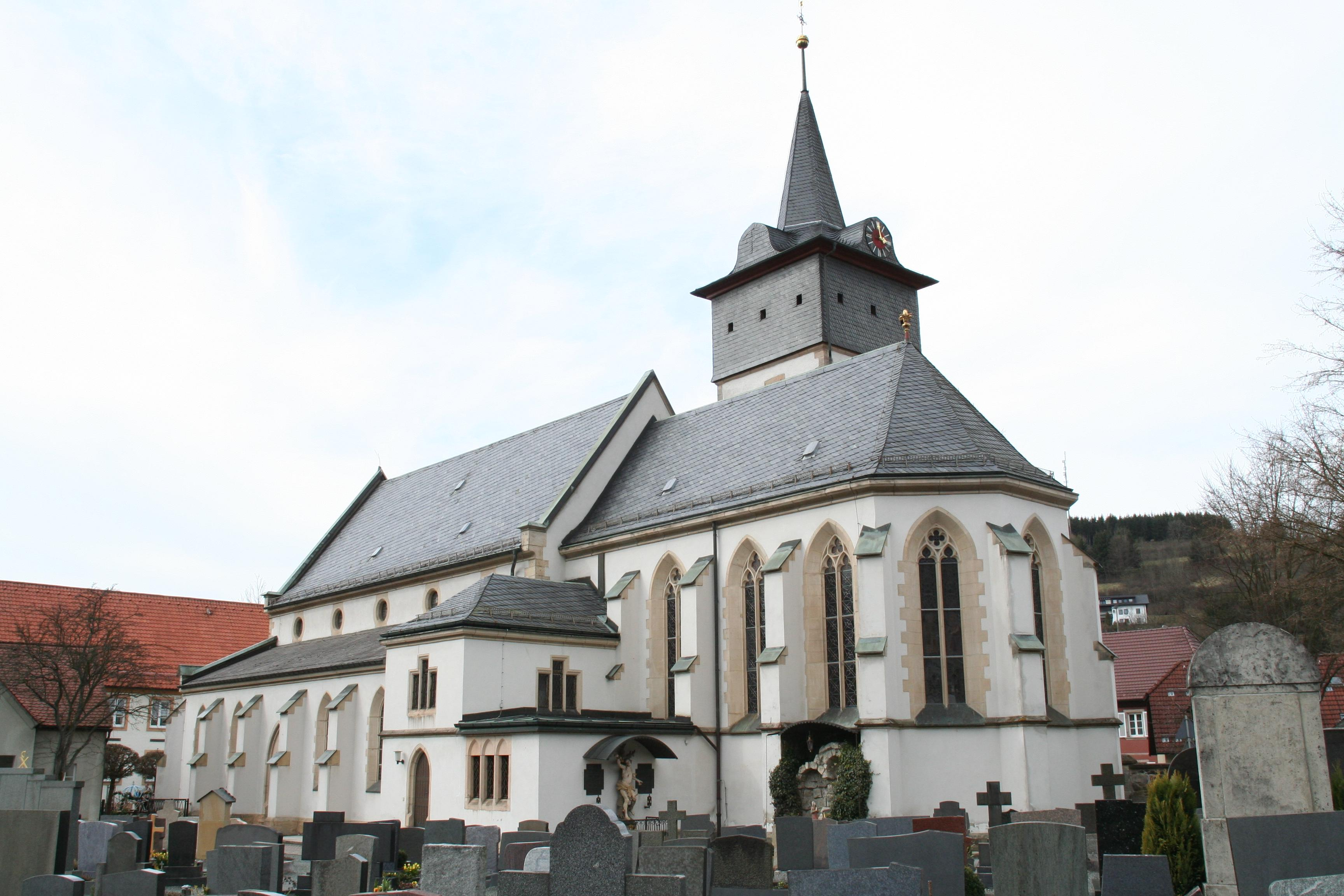
Katholische Kirche St. Marien, Chor
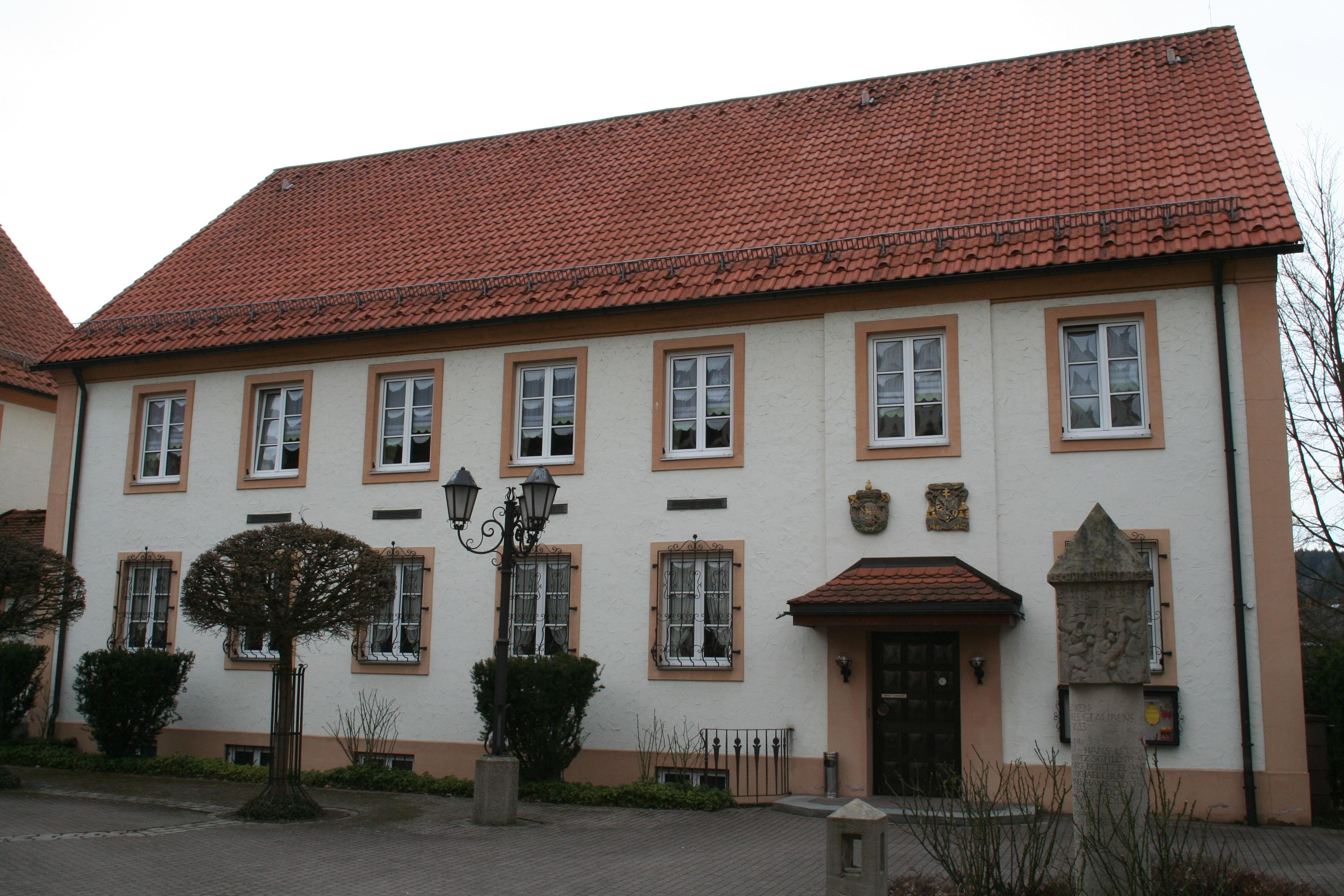
Katholische Kirche St. Marien, Pfarramt
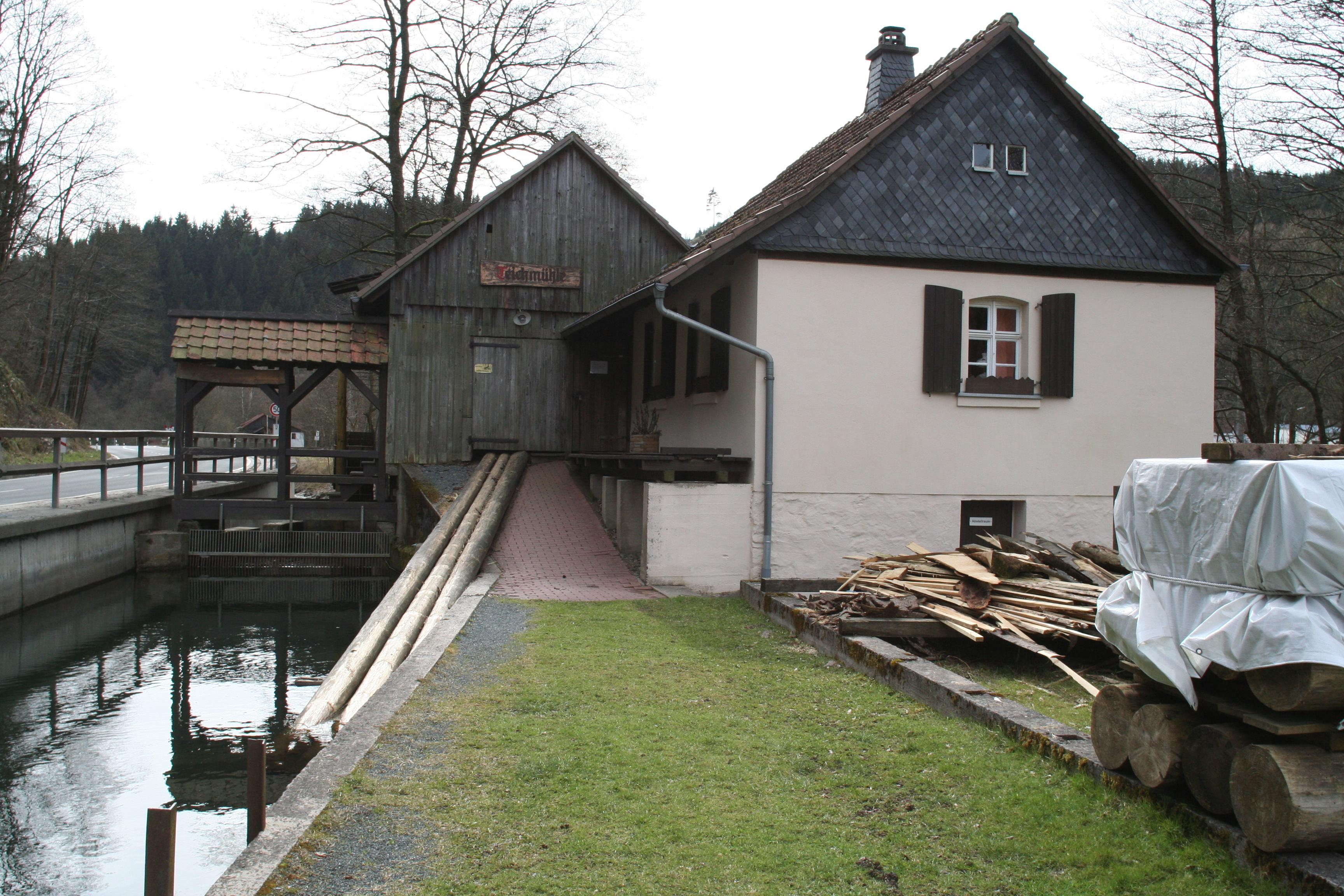
Teichmühle

### Museum
Ein Heimatmuseum wurde 1987 gegründet und hat seinen Sitz im ehemaligen Schulhaus am Kirchplatz. Es zeigt in elf Räumen Ausstellungsstücke zur Ortsgeschichte. Dazu gehören die Flößerei und die Schneidmühlen, Handwerk und Landwirtschaft sowie die Bauweise der Frankenwaldhäuser.

## Wirtschaft und Infrastruktur

### Unternehmen
Im Jahr 1912 übernahm das Familienunternehmen Rauschert die Porzellanfabrik in Steinwiesen. Der Gründersohn Paul Rauschert leitete das Werk, das technisches Porzellan produzierte. Ihm folgte 1924 der jüngere Bruder Egon Rauschert. 1933 verlor die Rauschert-Gruppe ihr Werk in Steinwiesen und 1965 erwarb sie es wieder zurück. Im Frühjahr 1956 brandte es zweimal in der Porzellanfabrik.:S. 166 Ende der 1960er Jahre stellte der neue Geschäftsführer Rainer Kober von Porzellan-Flaschenverschlüssen auf Geschenkartikel um. Am 6. April 1974 zerstörte ein Brand alle Formen.:S. 170 Im Jahr 2005 übernahm Kober das Werk von Rauschert. Die durchschnittliche Zahl der während des Geschäftsjahres 2019/2020 beschäftigten Arbeitnehmer betrug 71.

### Verkehr
Am 26. Juli 1900 erhielt Steinwiesen über die Rodachtalbahn nach Kronach einen Anschluss an das deutsche Eisenbahnnetz. 1976 wurde der Personenverkehr eingestellt, das Teilstück von Kronach nach Steinwiesen wurde abgebaut. Seit 2007 wird auf dem verbliebenen Stück von Steinwiesen nach Nordhalben eine Museumsbahn betrieben.
Die Staatsstraße 2207 führt nach Erlabrück zur Bundesstraße 173 (3 km südwestlich) bzw. nach Nordhalben zur Staatsstraße 2198 (10 km nördlich). Die Kreisstraße KC 21 verbindet mit Neufang (3 km nordwestlich). Die Kreisstraße KC 16 führt nach Nurn (2,5 km nördlich).

### Bildungseinrichtungen
In Steinwiesen befindet sich eine Grundschule, eine offene Ganztagesschule. Außerdem gibt es in dem Ort einen katholischen Kindergarten mit 42 Regel- und 15 Krippenplätzen.

## Söhne und Töchter der Gemeinde
- Johann Stöcker (1835–1913), Gastwirt, Bierbrauer und Mitglied des Deutschen Reichstags.
- Josef Müller (1898–1979), Abgeordneter der Bayerischen Volkspartei und später erster Vorsitzender der CSU
- Max Spindler (1894–1986), Historiker
- Michael Stöcker (1937–2013), Kommunalpolitiker (CSU) und Oberbürgermeister von Rosenheim
- Wolfgang Hoderlein (* 1953), SPD-Politiker, von 2000 bis 2003 Landesvorsitzender der SPD in Bayern.